# Sharouhen
Sharouhen était une ville antique dans le désert du Néguev, entre Rafah et Gaza.

## Histoire
Après l'expulsion par Ahmôsis Ier des Hyksôs d'Égypte vers -1550, ces derniers se sont réfugiés à Sharouhen et l'ont enrichie. Les armées du pharaon Ahmôsis Ier ont capturé et rasé la ville après un siège de trois ans.
La destruction de Sharouhen fait partie de la reconquête égyptienne. Les Égyptiens de la XVIIe dynastie s'étant sentis profondément humiliés par les XVe et XVIe dynasties des Hyksôs, les dirigeants de Thèbes ont lancé une guerre ambitieuse, menée par Séqénenrê Taâ contre le roi étranger Apophis Ier pour reprendre le delta du Nil.
Bien que sa propre campagne pour expulser les Hyksôs d'Égypte ait échoué, et qu'il fût lui-même tué dans la bataille, son frère présumé Kamosé a lancé une attaque sur la capitale des Hyksôs, Avaris. C'est cependant le jeune Ahmôsis Ier, fils de Séqénenrê Taâ II, qui réussit à reprendre Avaris et à en expulser les Hyksôs.
Ahmôsis Ier s'est ensuite engagé dans un siège de trois ans de Sharouhen, citadelle méridionale de la Palestine. Son succès a été continué par son successeur Thoutmôsis Ier, qui étendit l'influence égyptienne prolongée jusque le royaume de Mitanni dans le nord et la Mésopotamie dans l'est.

## Dans les textes antiques
Sharouhen est mentionné sur la tombe d'Ahmôsis Ier et dans la liste de conquête de Thoutmôsis III.
Elle est mentionnée également dans la Bible (Josué 19.6), elle fait partie de l'héritage de la tribu de Siméon, au milieu de Juda.
Elle pourrait également faire partie des textes de Ras Shamra.

## Le site archéologique
Sharouhen a été identifiée avec Tell el-Farah (sud) dans le sud  d'Israël (par opposition à Tell el Farah nord en Samarie dans le nord de la Cisjordanie), puis avec Tall al-Ajjul dans la bande de Gaza au sud de la ville de Gaza.

## Représentations dans les arts
Le siège de Sharouhen par Ahmôsis Ier est évoqué vers la fin du roman Le Secret du papyrus, publié par l'écrivaine française pour la jeunesse Odile Weulersse en 1998.